# Tsåkulakjaureh (Gällivare socken, Lappland, 748512-169406)
Tsåkulakjaureh är en sjö i Gällivare kommun i Lappland och ingår i Kalixälvens huvudavrinningsområde. Sjön har en area på 0,348 kvadratkilometer och ligger 561 meter över havet. Tsåkulakjaureh ligger i Lina fjällurskog Natura 2000-område. Sjön avvattnas av vattendraget Kieblejåkka.

## Delavrinningsområde
Tsåkulakjaureh ingår i det delavrinningsområde (748655-169260) som SMHI kallar för Utloppet av Tsåkulakjaureh. Medelhöjden är 584 meter över havet och ytan är 12,69 kvadratkilometer. Det finns inga avrinningsområden uppströms utan avrinningsområdet är högsta punkten. Kieblejåkka som avvattnar avrinningsområdet har biflödesordning 3, vilket innebär att vattnet flödar genom totalt 3 vattendrag innan det når havet efter 271 kilometer. Avrinningsområdet består mestadels av skog (54 procent) och sankmarker (30 procent). Avrinningsområdet har 0,91 kvadratkilometer vattenytor vilket ger det en sjöprocent på 7,1 procent.